# Nossa Senhora da Assunção (Schiff)
Die Nossa Senhora da Assunção (deutsch Unsere Liebe Frau von der Himmelfahrt), auch Nossa Senhora da Assunção de Nossa Senhora e Nossa Senhora da Assunção e S. Pedro, war ein 1705 gebautes 66-Kanonen-Linienschiff der portugiesischen Marine. Sie nahm unter anderem 1717 an der Seeschlacht von Kap Matapan teil, in der die katholischen Verbände die Osmanen besiegten.

## Geschichte
Da Schiff wird erstmals für das Jahr 1705 erwähnt, daher wird in der Literatur von diesem Jahr als Baujahr ausgegangen. Erbaut wurde das Schiff dritten Ranges auf der Werft Ribeira das Naus – bekannter unter der späteren Bezeichnung Arsenal de Marinha – in Lissabon, die zuvor in ihrer Zeit bekannte Schiffe abgeliefert hatte wie Flor de la Mar, die São Gabriel oder die Nossa Senhora da Conceição.
Die erste Erwähnung Nossa Senhora da Assunção erfolgte im Rahmen des Spanischen Erbfolgekrieges (1701–1714). 1705 nahm das Schiff an der Seeschlacht bei Marbella teil, die am 10. März 1705 vor der Küste von Gibraltar zwischen einer Flotte aus Portugal, England und den Niederlanden gegen eine Flotte der spanischen und französischen Marine stattfand.
Nach der Beendigung des Spanischen Erbfolgekrieges schloss Johann V. von Portugal ein Bündnis mit dem Papst, um die Osmanen aus dem Mittelmeer zu vertreiben. Während dieses Konfliktes nahm die Nossa Senhora da Assunção 1716 an der Befreiung von Venedig teil. Ein Jahr später, am 19. Juli 1717, trafen in der Seeschlacht vor Kap Matapan nahezu sämtliche großen Seemächte des Mittelmeers aufeinander: Die osmanische und ägyptische Flotte auf der einen Seite griffen zunächst die Flotte Venedigs an, die sich trotz Unterzahl jedoch halten konnte. Kurz darauf kamen Malteser und Franzosen den bedrängten Venezianern zu Hilfe, konnten aber ihrerseits keine Entscheidung herbeiführen. Erst das Eintreffen der portugiesischen Flotte brachte die Entscheidung. Die Nossa Senhora da Assunção unter dem Kommando von Pedro de Sousa Castelo Branco gehörte zur Flotte der fünf portugiesischen Linienschiffe, die von Admiral Furtado de Mendonça, Graf von Rio Grande, auf der Nossa Senhora da Conceição befehligt wurde.

## Technische Beschreibung
Die Nossa Senhora da Assunção war als Batterieschiff mit zwei durchgehenden Geschützdecks konzipiert. Sie war ein Rahsegler mit drei Masten (Fockmast, Großmast und Kreuzmast). Der Rumpf schloss im Heckbereich mit einem Heckspiegel, in den Galerien integriert waren, die in die seitlich angebrachten Seitengalerien mündeten. Die Besatzung hatte eine Stärke von 500 Mann und die Bewaffnung bestand aus 66 Kanonen.